# Den Haag Strandmarathon

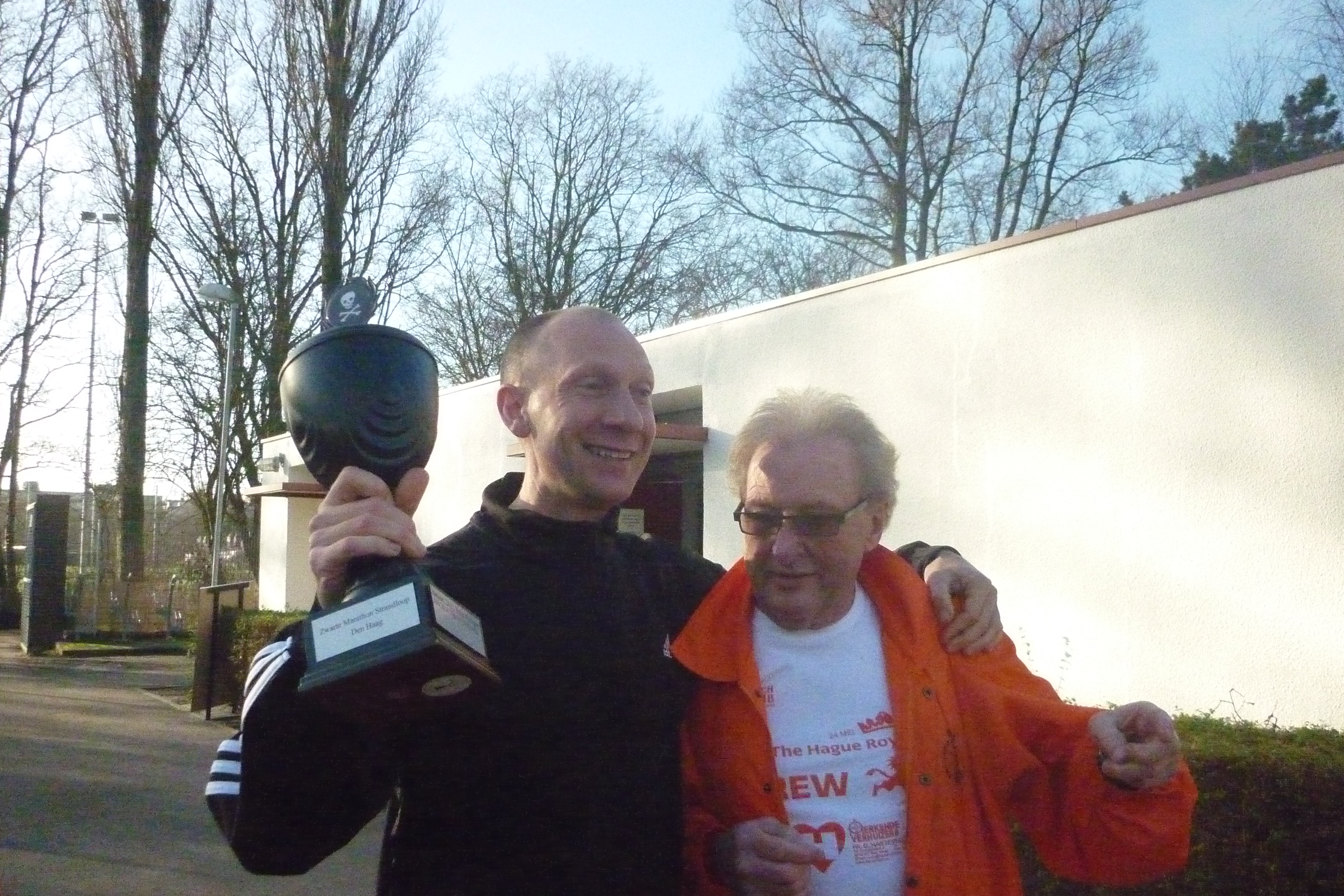
Andy Roodenburg met de zwarte trofee en Henk Hoogeveen, mede-organisator

Den Haag Strandmarathon was een marathon waarvan bijna het gehele parcours over het strand ging. Hij werd georganiseerd van 2011 tot 2020 en vond tweemaal per jaar plaats, steeds op de tweede zondag van januari en juli. De werd wordt ook wel de Zwarte Marathon genoemd en werd georganiseerd door de The Hague Road Runners.

## Organisatie
Het parcours
Het parcours start bij het clubhuis van de Roadrunners, dat tussen hockeyclub HDM en de Wassenaarse Golf Groenendael ligt. Vandaar gaat het via het ecoduct over de Landscheidingsweg en door de duinen naar het strand. De rest van het parcours gaat via de stranden van Wassenaar en Katwijk naar Noordwijk, waar het keerpunt is. Deelnemers die alleen een halve marathon willen lopen, kunnen daar wisselen. Ook kunnen teams bestaande uit vier renners een estafette lopen, door hen kan er ook gewisseld worden op de Wassenaarse Slag.
Wisselbeker
De trofee die de winnaar een jaar lang mee naar huis mag nemen is een zwarte beker.
Verzorging
Er zijn onderweg enkele verzorgingsplaatsen:
- Scheveningen: Culpepper, Noorderstrand
- Katwijk: Hotel Savoy (in 2016 werd dit verbouwd tot de originele staat: Villa Allegonda)
- Noordwijk: Alexander Hotel en Alexander Beach

## Goed doel
Zwarte Marathon is een liefdadigheidsactiviteit ten behoeve van Vereniging Lions Den Haag I en Stichting Helpt Lions Helpen. De opbrengst van de marathon gaat grotendeels naar De Schakel in Loosduinen. Dit is een wooncentrum voor kinderen van 6-20 jaar met een lichamelijke of meervoudige beperking. Het maakt deel uit van Stichting Steinmetz de Compaan.

## Verslag
De eerste editie was in 2011 en werd De Zwarte Marathon genoemd mede omdat er geen vergunningen waren aangevraagd. Deze vond plaats op zondag 9 januari 2011. Het was stralend weer met een straffe ZW-wind tegen op de terugweg. Het was tevens de eerste marathon van de Nederlandse marathonkalender. Hein Philipse won, het was zijn 21ste marathon. De klok stond stil op 4 uren en ruim 14 minuten.
De eerste zomerstrandmarathon had mooi weer, ongeveer 24 graden. Hij werd gewonnen door Mpetsi Bokondji van de Leiden Road Runners.
De tweede wintermarathon had stralend weer. De wind stond dwars. Er waren ongeveer veertig deelnemers. De winnaar, Andy Roodenburg, van CAV Energie uit Rotterdam, liep het traject in 3 uren en ruim 42 minuten. De tweede zomermarathon was zwaar. Het had de hele dag geregend, maar vlak voor de start werd het droog en was het mooi weer. De vloed kwam al op, en op de terugtocht was het straffe tegenwind en moesten de renners over het rulle zand.
Het eerste lustrum werd gevierd op 11 januari 2015. Het werd een zware loop, windkracht 8 en zeeschuim dat over het strand werd geblazen.
In januari 2020 was de Den Haag Strandmarathon de laatste Nederlandse marathon die nog georganiseerd werd voor het begin van de coronapandemie. 

## Winnaars
| Jaar                    | Januari            | Vereniging         | Tijd               |                    | Juli                 | Vereniging             | Tijd               |
| De Zwarte Marathon      | De Zwarte Marathon | De Zwarte Marathon | De Zwarte Marathon | De Zwarte Marathon | De Zwarte Marathon   | De Zwarte Marathon     | De Zwarte Marathon |
| ----------------------- | ------------------ | ------------------ | ------------------ | ------------------ | -------------------- | ---------------------- | ------------------ |
| 2011                    | Hein Philipse      | HRR                | 4:14.21            |                    | Mpetsi Bokondji      | LRR                    | 3:08.29            |
| Den Haag Strandmarathon |                    |                    |                    |                    |                      |                        |                    |
| 2012                    | Andy Roodenburg    | CAV Energie        | 3:42.05            |                    | Mpetsi Bokondji      | LRR                    | 3:27.48            |
| 2013                    | Edward Pechler     | Loopgroep Bedum    | 3:17.40            |                    | Bernard van den Berg | Triathlon              | 3:33:43            |
| 2014                    | Jochen Tourlousse  | Brussel (BEL)      | 2:58.32            |                    | Menno Komduur        | Den Haag               | 3:38.53            |
| 2015                    | Jeroen Bergmans    | Voorburg           | 3:20.02            |                    | Ties Van Elst        | De Koplopers           | 3:44.41            |
| 2016                    | Stijn Smulders     | DCLA               | 3:22.49            |                    | Lilian Raspel        | 's-Gravenhage          | 3:54.55            |
| 2017                    | Wim de Vreese      | GENT (BEL)         | 3:38.56            |                    | Lilian Raspel        | The Hague Road Runners | 3:47.54            |

Legenda
LRR = Leiden Road Runners

## Trivia
- In 1998 werd er eenmalig een Haagse marathon georganiseerd ter viering van Den Haag 750 jaar.
- Sinds 1975 wordt er ieder jaar een halve marathon in Den Haag gelopen, de City Pier City Loop
- Sinds 2008 wordt er tussen Scheveningen en Zandvoort jaarlijks de Ultra Low Tide International Marathon gehouden. Deze marathon gaat geheel over het strand. Hoewel Scheveningen deel uitmaakt van de gemeente Den Haag, wordt deze marathon toch geen Haagse marathon genoemd.

Actief:
Amsterdam ·
Burgh-Haamstede ·
Eindhoven ·
Enschede ·
Etten-Leur ·
Hilvarenbeek ·
Hoorn ·
Leiden ·
Oosterbierum ·
Rotterdam ·
Spijkenisse ·
Terneuzen ·
Terschelling ·
Utrecht ·
Zaltbommel

Niet meer actief:
Apeldoorn ·
Den Haag ·
Den Haag (strand) ·
Groningen Stad Marathon ·
Hoofddorp ·
Klazienaveen ·
Leeuwarden ·
Maassluis ·
Meerssen ·
Noordseschut ·
Scheveningen-Zandvoort ·
Schoorl ·